# 水位增七
水位增七或巨蟹座3（英语：3 Cancri，缩写3 Cnc）是巨蟹座中的一颗恒星，距离太阳约810光年。它是一颗暗淡的橙色恒星，肉眼可见，视星等为5.60。该天体正以+39.5 km/s的日心径向速度远离地球，可能是毕宿星团的成员。它位于黄道附近，因此容易发生月食。
这是一颗老化的巨星，恒星分类为K3 III，最有可能（86%的可能性）位于水平分支上。这颗恒星的质量是太阳的2.9倍，并且已经膨胀到太阳半径的40倍。它的扩大光球层的有效温度为4,300 K，辐射出的光度是太阳光度的569倍。

## 行星系
在2020年，利用径向速度法在一条非常轻微偏心的轨道上探测到了一颗围绕水位增七运行的超级木星系外行星，即巨蟹座3b。
| 成員 (依恆星距離) | 质量     | 半長軸 (AU) | 轨道周期 (天) | 離心率 | 傾角 | 半径 |
| ----------------- | -------- | ----------- | ------------- | ------ | ---- | ---- |
| b                 | 20.76 MJ | 2.52        | 853.64        | 0.4    | —    | —    |